# Enzyklopädie (Aventinus)
Encyclopedia ist der Titel einer systematischen Darstellung der Wissenschaften von Johannes Aventinus, die er für das Studium des bayerischen Herzogssohns Ernst an der Universität Ingolstadt wahrscheinlich 1516 erstellte und als Anhang zu seinen Rudimenta gramaticae 1517 in Ingolstadt im Druck herausgab. Es ist die erste gedruckte selbständige Abhandlung, die den Titel Enzyklopädie trägt.

## Allgemeines

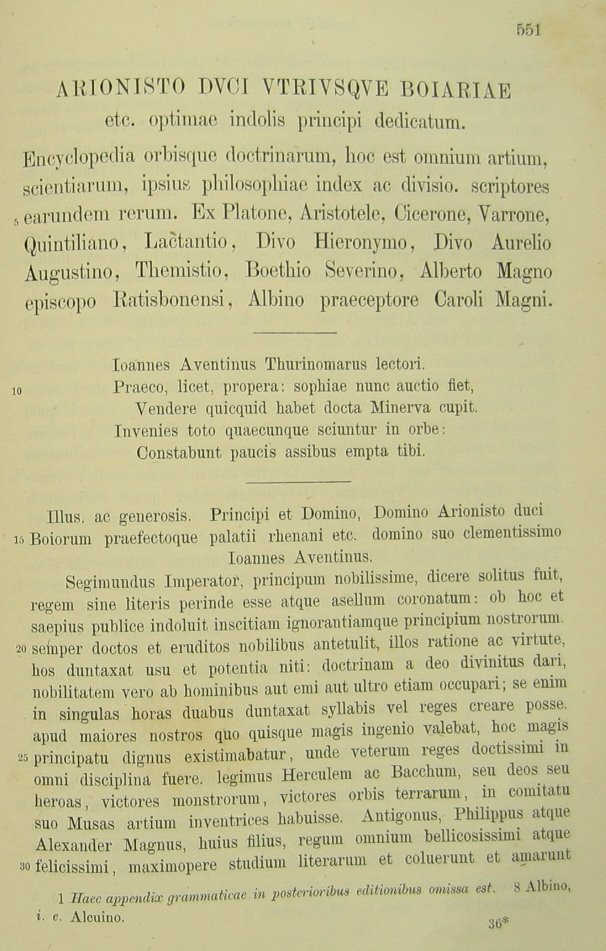
In: Johannes Turmair's genannt Aventinus sämmtliche Werke. Bd. 1. München: Kaiser 1881.

Der vollständige Titel des Werkes lautet:
Encyclopedia orbisque doctrinarum, hoc est omnium artium, scientiarum, ipsius philosophiae index ac divisio
dt.: Enzyklopädie und Kreis der Lehren, das ist aller Künste, Wissenschaften, der Philosophie selbst Verzeichnis und Gliederung
Der Text ist zwar in lateinischer Sprache, der damaligen Sprache der Gelehrten verfasst. Aventinus fügt jedoch an vielen Stellen deutsche Übersetzungen ein, die das Verständnis seines Textes für den in Latein nicht so versierten Zögling erleichtern sollten. 
Nach einer umfangreichen Widmung an seinen Zögling Ernst von Bayern erklärt Aventin zunächst Inhalt und Bedeutung der Philosophie, die für ihn die gesamte Wissenschaft umfasst, benennt berühmte Philosophen und stellt dann ein System der Philosophie auf, indem er den antiken Autoren Quintilian und Aristoteles – nach der Topik und dem 6. Buch de rebus divinarum - folgt, nicht ohne zu bemerken, dass ihm wohlbekannt sei, dass die Platoniker die Philosophie anders einteilten.

## Die Philosophie und ihre Haupttypen

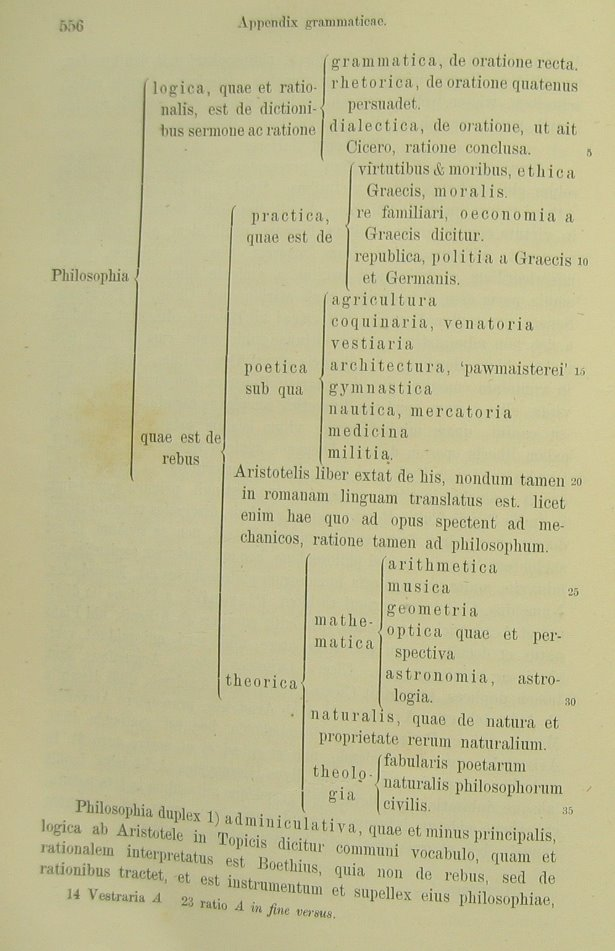
Systematik nach Aventinus

Die Philosophie ist nach Aventin das Studium der Weisheit (sapientia), die Suche nach der Wahrheit (inquisitio veritatis) und die Erkenntnis der göttlichen und menschlichen Dinge (divinarum humanarumque rerum cognitio). Sie ist also ein erfarnus, erkantnus des grunds, wahrhait, natur aller ding. Der Philosoph ist ein hochgelerter, hochverstendiger, kunstreicher liebhaber aller kunst, ein kunstler, der mit den kunsten umbgeet, den rechten grund, warhait, natur, ursach in allen dingen vleissig nachgeet, suecht, forst. Philosophieren heißt, mit den kunsten, kunstlichen Dingen umbgeen, nachforschen, suechen, darvon reden, schreiben, wissen wellen, erfaren, nachgedencken, der warheit rechten grund, natur, ursach in allen dingen, kunst liebhaben.
Die zwei Haupttypen der Philosophie sind 
- 1. die unterstützende (adminiculativa oder minus prinicipalis), die von Aristoteles in der Topik Logik und von Boethius rationale genannt wurde, da sie nicht von den Sachen, sondern von den Vernunftgründen (rationes) handelt. Sie ist Werkzeug (instrumentum) und Rüstzeug (lateinisch supellex) der Philosophie, die sich der Erkenntnis der Sachen widmet und daher von Aristoteles Art des Wissens (lateinisch modus sciendi) genannt wurde.
- 2. die eigentliche (principalis), diejenige von der Erkenntnis der Dinge (cognitio rerum), die umgangssprachlich real (realem vulgus), von Aristoteles und den Gelehrten einfach Philosophie ohne Zusatz genannt wird.

### Die rationale Philosophie
Die rationale oder logische Philosophie gliedert sich in die
- 1. Grammatik, das ist die Wissenschaft, richtig zu reden und zu schreiben. Ihre Aufgabe ist nach Aristoteles, die Natur der einzelnen Aussagen (dictiones) zu erklären; ihr Ziel ist es, richtig zu reden.
- 2. Rhetorik, das ist die Redekunst (oratoria). Ihre Aufgabe ist es, gut zu reden; ihr Ziel ist es, zu überzeugen (persuadere, wolreden und mit gelerten worten dar an reden).
- 3. Dialektik, das ist die gründliche Methode (ratio) zu erörtern (disserendi) und zu diskutieren (disputandi): reden von den sachen auf bederlei parthei und weg, aus rechnen. Ihre Aufgabe ist es, Art und Weg des Wissens, des Lehrens, des Lernens zu geben, das ist zu lehren, Schlüsse zu ziehen (facere ratiocinationem): lernt mass, weis und weg, rechnung machen wie und von wan si sein sol. Ihr Ziel ist es, eine unbekannte Sache zu erforschen (investigare rem ignotam): wie ainer ein ding lernen, aus rechnen, suechen sol das er nit kann.

### Die reale Philosophie
Sie besteht aus den Haupttypen
- 1. praktische Philosophie, die auf Latein activa und administrativa genannt wird, weil sie lehren soll, gut und richtig zu handeln sowie die Art, in Allem zu dienen (servare in omnibus). Sie wird auch mit folgenden Begriffen benannt: Zivilrecht oder Naturrecht, Weisheit (prudentia), menschliche Philosophie oder die Philosophie von den menschlichen Dingen (de rebus humanis), bürgerliche (civilis) oder moralische Philosophie: lerent was man thuen oder lassen sol. Ihr Ziel ist es, gut zu handeln und zu leben.
- 2. poetische Philosophie, die auf Latein die bewirkende (effectiva) genannt wird. Sie lehrt das, etwas mit den Händen zu bewirken und wird daher von den Deutschen handwerck genannt, von Aristoteles aber Kunst (ars), üblicherweise mechanische Kunst (ars mechanica).
- 3. die theoretische Philosophie, die von uns in eine betrachtende (spectativa) und vertiefende (contemplativa) umgewandelt wurde. Sie besteht in der umfassenden Kenntnis der Dinge; ihr Ziel ist es, zu wissen.

#### Die praktische Philosophie
Sie handelt vom Glück, vom höchsten Guten, vom seligen und guten Leben, von den Tugenden und den Sitten. Dazu gehören u. a.: fortitudo – manhait; temperantia – messikait in essen und trincken, claidern, frawen; munificentia – mildickait; modestia – diemut; urbanitas – kurzweil.
Ein weiterer Teil der praktischen Philosophie ist das Recht, das sich in das Recht der Verteilung (iustitia distributiva) des Geldes und der Ämter, das Handelsrecht (iustitia commutativa, in kauffen und verkauffen) und das allgemeine Recht aufteilt. Das allgemeine Recht beruht wiederum einerseits auf den kaiserlichen Gesetzen und wird dann besonderes Zivilrecht (ius civile peculiare) oder römisches Recht genannt; andererseits auf dem Recht der Päpste (ius pontificum), das üblicherweise kanonisches Recht genannt wird.
Schließlich sind auch die Geschichte, die Sorge um die Familie (familia reque familiari procuranda – wie man hausen soll) sowie die Staatskunde (republica – wie man land und leut regieren soll) Gegenstände der praktischen Philosophie.

#### Die poetische Philosophie (Artes mechanicae)
Dazu gehören
- 1. Landwirtschaft (agricultura)
- 2. Ernährungswesen (coquinaria)
- 3. Textilhandwerk (vestiaria)
- 4. Architektur (pawmaisterei)
- 5. Nautik
- 6. Gymnastik mit Theater und ausübender Musik
- 7. Pharmazie
- 8. Militärwesen

#### Die theoretische Philosophie
Dazu gehören
- 1. Mathematik mit
  - a) Arithmetik
  - b) Musik
  - c) Geometrie
  - d) Optik
  - e) Astronomie
  - f) Astrologie
- 2. Naturphilosophie (Physik) mit
  - a) Kosmographie
  - b) Geographie
  - c) Meteorologie
  - d) Botanik
  - e) Zoologie
  - f) Medizin
- 3. Theologie mit
  - a) Literaturwissenschaft (theologia fabularis)
  - b) Naturtheologie (theologie naturalis), die einerseits handelt von Zahl, Natur, Leben und Wirken der Götter, Dämonen, göttlichen Kräfte und Götzen handelt, die üblicherweise peripatetische Intelligentien und besondere Substanzen genannt werden; andererseits von Wahrsagen, Unsterblichkeit der Seele, künftigem Leben u. a.
  - c) die Volkstheologie (theologia civilis), die in den Städten und Regionen in besonderer Form in Gebrauch ist:
    - die künstliche (facticia), die sich jedes Volk selber gesetzt hat und reiner Aberglauben ist.
    - die erleuchtete und inspirierte (revelata et inspirata) der Christen.

## Ausgaben
- Ioannes Auentinus: Rudimenta gramaticae… Encyclopedia orbisque doctrinarum in calce…. Ingolstadt: Erhard Sampach 1517.
- Johannes Turmair's genannt Aventinus sämmtliche Werke, Bd. 1 (1881) S. 551–564.